# Курлат Йосип Борисович
Йосип Борисович Курлат (17 жовтня 1927, Луганськ — 16 липня 2000, Сєвєродонецьк) — дитячий поет, перекладач; засновник Всеукраїнського фестивалю дитячої поезії.

## Біографія
Закінчив Літературний інститут імені Горького. Серед його однокурсників була Белла Ахмадуліна та Юнна Моріц. За бурхливу діяльність періоду «відлиги» був вигнаний з Москви та змушений переїхати в Донецьк, а з 1965 року — Сєвєродонецьк, Луганська область.
Був членом Союзу письменників СРСР та Національної спілки письменників України.
Лавреат премії імені «Молодої Гвардії».
- Біографія

## Творчість
Перший вірш надрукували в газеті «Луганская правда»
- Бібілографія
- Иосиф Курлат (1927-2000) [Архівовано 27 січня 2020 у Wayback Machine.]